# Lijst van oorlogsmonumenten in Rijswijk
De Nederlandse gemeente Rijswijk heeft 6 oorlogsmonumenten. Hieronder een overzicht.
| Nr.                             | Object                              | Herdachte groep | Ontwerper                                                             | Onthulling | Type         | Locatie                                                                    | Plaats   | Coördinaten                  | Foto                |
| ------------------------------- | ----------------------------------- | --- | --------------------------------------------------------------------- | ---------- | ------------ | -------------------------------------------------------------------------- | -------- | ---------------------------- | ------------------- |
| 665                             | Monument voor de Gevallenen         | militairen in dienst van het Ned. Kon. 1940-1945, burgerslachtoffers, burgers voormalig Nederlands-Indië, vervolgden Nederland, verzet Nederland | Ir. J.A. Lucas (ontwerper), Marian Gobius (uitvoering), B. Hoogstrate |            | zuil         | Laan Hofrust 2/4, 2282 AL                                                  | Rijswijk | 52° 3' 27" NB, 4° 20' 11" OL | Meer afbeeldingen   |
| 2642                            | Oorlogsmonument                     | burgerslachtoffers | Henk Tieman                                                           | 1970       | zuil         | 't Haantje                                                                 | Rijswijk | 52° 1' 10" NB, 4° 20' 27" OL | Meer afbeeldingen   |
| 3969                            | monument “Crash Liberator Lil’ Max” | geallieerde militairen |                                                                       | 2009       | gedenksteen  | mgr. Bekkers-laan bij 391, 2286 CZ                                         | Rijswijk | 52° 1' 38" NB, 4° 18' 28" OL |                     |
| 4092                            | grafmonument Oud-Rijswijk           | algemeen |                                                                       |            | grafmonument | Sir Winston Churchilllaan 233, Algemene begraafplaats Oud-Rijswjk, 2288 JS | Rijswijk |                              |                     |
| Dit oorlogsmonument op Wikidata | Bevrijdingsmonument                 | Kerklaan en omgeving |                                                                       |            | plaquette    | Kerklaan                                                                   | Rijswijk | 52° 3' 11" NB, 4° 20' 13" OL | Bevrijdingsmonument |
| Dit oorlogsmonument op Wikidata | Stolpersteine                       | Vervolgden Nederland. Rijswijkse Joodse oorlogsslachtoffers                                                                                      | Gunter Demnig                                                         |            | reliëf       | Zie Lijst van Stolpersteine in Rijswijk                                    | Rijswijk |                              | Meer afbeeldingen   |

Alblasserdam ·
Albrandswaard ·
Alphen aan den Rijn ·
Barendrecht ·
Bodegraven-Reeuwijk ·
Capelle aan den IJssel ·
Delft ·
Den Haag ·
Dordrecht ·
Goeree-Overflakkee ·
Gorinchem ·
Gouda ·
Hardinxveld-Giessendam ·
Hendrik-Ido-Ambacht ·
Hillegom ·
Hoeksche Waard ·
Kaag en Braassem ·
Katwijk ·
Krimpen aan den IJssel ·
Krimpenerwaard ·
Lansingerland ·
Leiden ·
Leiderdorp ·
Leidschendam-Voorburg ·
Lisse ·
Maassluis ·
Midden-Delfland ·
Molenlanden ·
Nieuwkoop ·
Nissewaard ·
Noordwijk ·
Oegstgeest ·
Papendrecht ·
Pijnacker-Nootdorp ·
Ridderkerk ·
Rijswijk ·
Rotterdam ·
Schiedam ·
Sliedrecht ·
Teylingen ·
Vlaardingen ·
Voorne aan Zee ·
Voorschoten ·
Waddinxveen ·
Wassenaar ·
Westland ·
Zoetermeer ·
Zoeterwoude ·
Zuidplas ·
Zwijndrecht